# La Perte du pucelage
La Perte du pucelage est un tableau réalisé par le peintre français Paul Gauguin en 1890-1891.

## Historique
Donnée en 1971, l'œuvre est conservée au Chrysler Museum of Art, à Norfolk, en Virginie, aux États-Unis.

## Description
Cette huile sur toile représente une femme nue allongée dans un paysage côtier un renard sur son épaule. Comme le manifeste la fleur aux pétales tombants qu'elle tient en main, il s'agit d'une allégorie de la perte de la virginité que complique la présence dans le lointain de deux groupes de villageois bretons remontant un chemin dans sa direction. 
La jeune fille nue repose en avant-plan d'un paysage vallonné. Cinq strates colorées le composent : bleue, verte, rose, noire, marron. Son corps n'est pas parfait et sa blancheur est quasi-morbide. Le renard représente la luxure et la ruse. Sa position rappelle les licornes dans l'art. Le groupe de personnes au loin représente la rumeur publique, la pression sociale observant et jugeant.
Le tableau représente « une vierge saisie au cœur par le démon de la lubricité ». Le critique d'art Philippe Dagen a qualifié l'œuvre de « représentation archaïsante et crue du péché originel ».

## Contexte
L'histoire du tableau rappelle la relation de Gauguin avec la jeune couturière Juliette Huet qu'il abandonna enceinte pour aller vivre à Tahiti.